# Differentialform
Differentialform är ett vanligt sätt att beskriva en matematisk modell av ett system. Systemet beskrivs då i form av en differentialekvation, det vill säga förhållandet mellan en funktion och dess egna derivator. Andra sätt att beskriva system i matematiska modeller är Integralform, tillståndsvariabler, eller transformer.